# Kuh-e Fergardi
Der Kuh-e Fergardi ist ein Berg in der  afghanischen Provinz Tachar.
Der Kuh-e Fergardi ist ein 5096 m hoher Berg im Nordwesten des Hindukusch. Der Berg liegt 98 km südöstlich der Provinzhauptstadt Kunduz.